# La prórroga de El Golazo
La prórroga de El Golazo es un programa deportivo emitido en Gol que es presentado por la canaria Nira Juanco. El programa tiene una duración de una hora, y se emite a las cuatro de la tarde, justo después de que finalice El golazo de Gol.
Su primera emisión tuvo lugar el 5 de febrero de 2018. Este programa supuso el debut de Nira Juanco en Gol TV, y su vuelta a la televisión.

## Programación
En "La prórroga de El Golazo" se da un repaso a todos los deportes que sean noticia en ese día, en la búsqueda de complementar y aumentar la información de El golazo de Gol, que se emite justo antes. En el programa se cuentan con expertos de distintos deportes para poder debatir sobre lo que se presente en el programa.